# رمزية أحمد عزت
رمزية أحمد عزت آل قاسم أغا ، رائدة الحركة الكشفية في العراق.

## السيرة الذاتية
رمزية أحمد عزت، رائدة الحركة الكشفية في العراق، ولدت في مدينة الموصل في الرابع والعشرون من تشرين الثاني عام 1918، تخرجت من إعدادية الموصل عام 1937، أهتمت بشأن الثقافي فتعلمت اللغة الانجليزية، وأخذت دوارت تدريبية في علوم التربية الرياضية، كما تلقت مساعده من زوجها «رضا طاهر عثمان» تمثلت في دعمة لها حتي يكون لها دور في المجتمع من خلال أحتيارها من قبل تربية «كركوك» لتكون «مشرفة» تربية رياضية، فكان لها دور بارز بين شخصيات كركوك النسوية، كما أنها عملت سنين طويلة في تطوير الاستعراضات الرياضية و الكشافة.
وكانت لها إسهاماتها في إقامة المخيمات الكشفية وتعتبر من رواد الحركة الكشفية في العراق.

## الأعمال والانجازات
1. رائدة الحركة الكشفية في العراق.[1][2][3][4][5][6]

1. أول أمراة تتخصص في الاشراف التربوي الرياضي بكركوك.
2. حرصت على تنظيم مسابقات في ألعاب القوى والالعاب المنظمة مثل كرة السلة والكرة الطائرة.[1][2][3][4][5][6]
3. تم أحتيارها من قبل تربية «كركوك» لتكون «مشرفة» تربية رياضية.[1][2][3][4][5][6]
4. كان لها دور بارز بين شخصيات كركوك النسوية.[1][2][3][4][5][6]
5. عملت سنين طويلة في تطوير الاستعراضات الرياضية والكشافة.[1][2][3][4][5][6]
6. سجلت جوانب من حياتها في مذكرات وصلت عددها إلى سبعة مجلدات.[1][2][3][4][5][6]
7. آخر ماكتبتة كان في سوريا بعنوان «أرجوزة الضياع».[1][2][3][4][5][6]